# Аня (фильм)
«Аня» («Тайна Ани Гай») — советский фильм 1927 года Ольги Преображенской и Ивана Правова. Из шести частей фильма сохранилась только 4-я часть.
Снят по мотивам рассказов С. Т. Григорьева «С мешком за смертью» и «Аня Гай».

## Сюжет
Девочка Аня, потерявшая своих родителей по дороге в родные места, знакомится в поезде с матросом Жданом. Во время нападения на поезд белых ей удаётся спастись. Среди беженцев она встречает сверстника — перса Али, с которым они продолжат путь. Помогая друг другу, юные герои попадают во всевозможные приключения, в итоге попадают на пароход, где капитаном Ждан, и помогают команде доставить груз по назначению: при нападении белых Али спасая Аню геройски гибнет, а Аня и Ждан, выполнив первое важное задание большевиков, вступают в Красную Армию.

## В ролях
- Нонна Тимченко — Аня
- Юлдаш Агзамов — Али, перс
- Наум Рогожин — Хан-Хоз-оглы, персидский купец
- Михаил Жаров — Ждан, матрос, красный командир
- Леонид Юренев — Пармен Иванович, штурвальный
- Елена Тяпкина — эпизод

## Съёмки
Фильм почти полностью снимался на натуре — на Волге под Сталинградом (ныне Волгоград).

## Литературная основа
Фильм снят по сюжету рассказов С. Т. Григорьева «С мешком за смертью» (1924) и «Тайна Ани Гай» (1925) — связанных одной героиней — Аней Гай.
Фильм отразил только часть сюжета рассказов, при этом герои рассказов постарше героев фильма: в повести Аня Гай — бывшая типичная институтка, дочь полковника царской армии, а её спутник — сын мурманского токаря Марк Граев, и события развиваются на Русском Севере, на Волге, и только затем в Персии.
Эти два рассказа писателя, как отмечено в литературоведении, почти единственный представитель детско-юношеского приключенческого жанра с успехом конкурировавшие с «военными сказками» Аркадия Гайдара, при этом рассказы сравнивались с произведениями Лидии Чарской, а Александр Ивич отмечал, что автор в них отдал дань детективному жанру.

Повести «С мешком за смертью» или «Тайна Ани Гай», появись они сегодня в приключенческой серии, читались бы с огромным интересом.— литературовед, специалист по детской литературе С. И. Сивоконь, 1990 год
Финала сюжета не существует — ещё в 1925 году Максим Горький в письме указывал автору: «В „Тайне“ Ани прежде всего — нет тайны», на что тот ответил ему: «В „Тайне Ани Гай“, осмелюсь возразить, есть тайна» — он планировал написать третью часть, в которой бы и раскрылась загадка Ани, однако, третья часть так и не была им написана.